# Bhutan i olympiska sommarspelen 2008
Bhutan i olympiska sommarspelen 2008 bestod av 2 idrottare som blivit uttagna av Bhutans olympiska kommitté. Bhutan tävlade enbart i bågskyttetävlingarna.

## Bågskytte
- Huvudartikel: Bågskytte vid olympiska sommarspelen 2008

- Herrar

| Namn         | Gren         | Rankingrunda | Rankingrunda | 32-delsfinal                           | 16-delsfinal     | 8-delsfinal      | Kvartsfinal      | Semifinal        | Final            | Final            |
| Namn         | Gren         | Poäng        | Seed         | Resultat                               | Resultat         | Resultat         | Resultat         | Resultat         | Resultat         | Plats            |
| ------------ | ------------ | ------------ | ------------ | -------------------------------------- | ---------------- | ---------------- | ---------------- | ---------------- | ---------------- | ---------------- |
| Tashi Peljor | Individuellt | 632          | 54           | Wang Cheng Pang (TPE) (11) L 100 - 110 | Gick inte vidare | Gick inte vidare | Gick inte vidare | Gick inte vidare | Gick inte vidare | Gick inte vidare |

- Herrar

| Namn       | Gren         | Rankingrunda | Rankingrunda | 32-delsfinal                            | 16-delsfinal     | 8-delsfinal      | Kvartsfinal      | Semifinal        | Final            | Final            |
| Namn       | Gren         | Poäng        | Seed         | Resultat                                | Resultat         | Resultat         | Resultat         | Resultat         | Resultat         | Plats            |
| ---------- | ------------ | ------------ | ------------ | --------------------------------------- | ---------------- | ---------------- | ---------------- | ---------------- | ---------------- | ---------------- |
| Dorji Dema | Individuellt | 567          | 61           | Khatuna Narimanidze (GEO) (4) L 107-109 | Gick inte vidare | Gick inte vidare | Gick inte vidare | Gick inte vidare | Gick inte vidare | Gick inte vidare |